# H2 Kongo
H2 Kongo eller Sprängämne typ 98, japanskt sprängämne från andra världskriget som bestod av 70 % trinitroanisol och 30 % anitrodifenylamin. Ämnet användes till bland annat sjöminor och sjunkbomber.